# 南樺鐵道

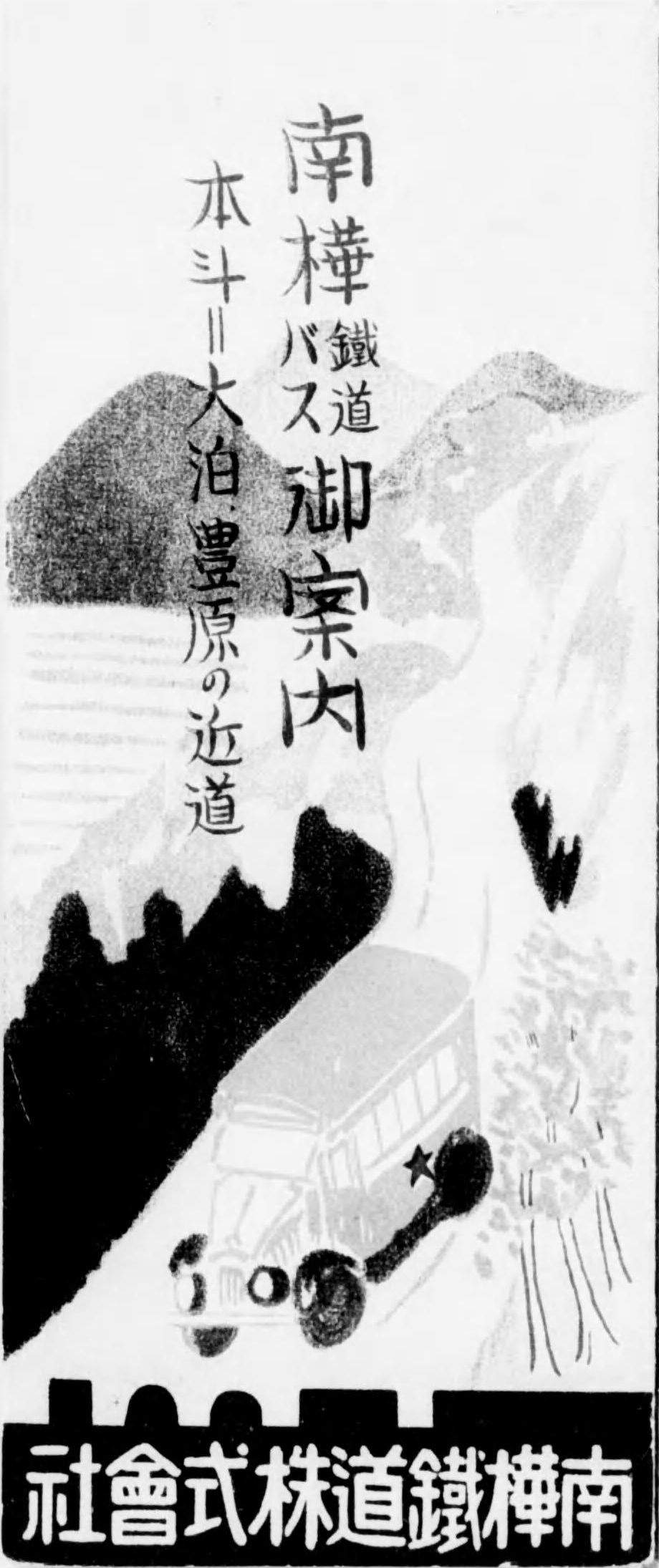
南华铁道的宣传图

南樺鐵道（日语：／ Nanka tetsudō */?）一度為位在樺太南部樺太大泊郡千歲村舊屬鐵道省樺太東線之鐵道路線，即從新場站到留多加郡留多加町留多加站間連結的私人鐵道。

## 概要
- 營運會社的正式名稱為南樺太鐵道株式會社，屬王子製紙系列之會社。
- 其目的是為輸送王子製紙在留多加川流域產出之紙漿資材而建設的鐵道。
- 1067mm車軌間距。
- 新場站～留多加站之距離為18.6 km，途中站江之浦站～濱路站～濱路公園站存在過，不過車站間之營業公里數不明確。

## 沿革
- 1926年 - 開業。樺太東線新場站同時開業成為接續站。
- 1937年 - 樺太廳鐵道自動車線本留線留多加站開業，成為一接續站。
- 1945年8月 - 蘇聯紅軍侵攻、佔領南樺太後，包含車站全線均被蘇聯紅軍所接收。
- 1946年4月1日 - 編入蘇聯國鐵，公司消滅，线路改名萨哈林铁路。

## 巴士路線
- 南樺鐵道曾有過的巴士路線如下所示。
  - 留多加－新場－豐原 43.5km。
  - 留多加－並川－豐原 37.8km。
  - 留多加－大泊 38.1km。